# Puebla de Yeltes
Puebla de Yeltes là một đô thị ở tỉnh Salamanca, tây Tây Ban Nha, thuộc cộng đồng tự trị Castile-Leon. Đô thị này có cự ly 65 kilômét so với thành phố tỉnh lỵ Salamanca và có dân số 211 người.
Đô thị này có diện tích 37.33 km².
Đô thị này nằm ở khu vực có độ cao 979 mét trên mực nước biển.
Mã số bưu chính là 37606.
Kinh tế chủ yếu là nông nghiệp.